# ДНК-полимераза гамма
ДНК-полимераза гамма (γ) — каталитическая субъединица фермента, участвующего в репликации митохондриальной ДНК, кодируемая в человеческом геноме геном POLG. Митохондриальная ДНК-полимераза состоит из трех субъединиц (является гетеротримером) — двух одинаковых вспомогательных субъединиц, кодируемых геном POLG2, и каталитической субъединицы, кодируемой геном POLG. Дефекты гена POLG приводят к развитию целого ряда митохондриальных заболеваний.

## Структура
ДНК-полимераза γ принадлежит к ДНК-полимеразам семейства А. Белок содержит 15 поворотов, 52 бета-цепей, и 39 альфа-спиралей. Возле амино-конца расположен полиглутаминовый тракт.

## Заболевания
Согласно данным генетического каталога OMIM по состоянию на 2021 год, мутации гена POLG вызывают следующие заболевания:
| Фенотип                                                                      | Номер в каталоге OMIM | Тип наследования |
| Синдром истощения митохондриальной ДНК, тип 4A ("Синдром Альперса")          | 203700                | АР               |
| Синдром истощения митохондриальной ДНК, тип 4B (тип MNGIE)                   | 613662                | АР               |
| Синдром рецессивной митохондриальной атаксии (включая синдромы SANDO и SCAE) | 607459                | АР               |
| Прогрессирующая внешняя офтальмоплегия, аутосомно-доминантная, тип 1         | 157640                | АД               |
| Прогрессирующая внешняя офтальмоплегия, аутосомно-рецессивная, тип 1         | 258450                | АР               |